# Parque nacional Los Novillos
La extensión que conforma al Parque Nacional Los Novillos comprende una gran área boscosa en la cual predominan principalmente las especies de nogal y encino, creando así uno de los más hermosos paisajes dentro de una porción del llamado altiplano mexicano, cercano a la Sierra Madre Oriental.
Uno de los aspectos que se tomaron en cuenta para la creación de este espacio natural, es que en su momento fue el único parque nacional que existió dentro de los límites del Estado de Coahuila y que era y sigue siendo necesario conservar y extender su extensión, la cual conforma un hermoso bosque. Tomando en cuenta que la ubicación de un pequeño manantial que forma el río que atraviesa parte del parque, sirviera de recreo para los habitantes de la región, cuyo clima se caracteriza por ser de tipo semidesértico.
Desde su decreto como parque nacional se han realizado trabajos de reforestación con el fin de preservar y extender su extensión, la cual se ha visto afectada por el crecimiento de las poblaciones locales y el cambio del uso de suelo para la agricultura y la ganadería, así como el asentamiento humano irregular en algunas zonas.
Es uno de los atractivos turísticos y ecológicos al Norte del estado de Coahuila, entre los límites de México y Estados Unidos, constituye un verdadero oasis en esta zona semidesértica, además de servir como lugar de recreo de los habitantes de Ciudad Acuña y poblados locales quienes acuden a la zona para refrescarse en sus aguas, por lo cual en ocasiones el lugar es referente como balneario de esta zona.

## Decreto
El decreto para la creación de este parque nacional fue emitido durante el gobierno del entonces presidente Lázaro Cárdenas, y entró en vigor el 18 de junio de 1940, siendo publicado tal en el Diario Oficial de la Federación.
Los objetivos que se tomaron en cuenta al momento de su creación, fueron los siguientes:
- " Que el mencionado lugar de "Los Novillos" el único que existe dentro de una zona del Estado de Coahuila, y que es necesario conservar y propagar su vegetación constituida por nogaleras y encinos, que forman un hermoso bosque, ya que una vez acondicionado para el turismo será un lugar que por sus características de parque-balneario servirá para el recreo de los habitantes de la población de Villa Acuña y turismo en general"..[3]

- "Que es necesario mejorar esta zona mediante trabajos de reforestación y obras materiales, para que llene las finalidades de un verdadero parque nacional, indispensable para que los vecinos de la región encuentren alivio a los calores que experimentan en esa zona de clima árido. Que el arroyo de Las Vacas atraviesa este paraje imprimiéndose mayor atractivo y pudiéndose aprovechar el lugar denominado El Estanque, para la construcción de un balneario."[3]

En sus orígenes, este parque contó con una extensión original de 56 hectáreas protegidas, pero con la problemática de cambio de uso de suelo, invasiones y asentamientos irregulares, su superficie actual se asegura se ha reducido a una extensión total de 42 hectáreas.

## Aspectos físicos

### Ubicación
Comprende dentro de la parte norte del estado de Coahuila en los límites del municipio de Villa Acuña, siendo la ciudad más cercana la cabecera municipal, Ciudad Acuña.
Para llegar desde Saltillo, se tiene que tomar la carretera n.º 25 la cual lleva hasta Ciudad Acuña, desde este punto se dirige uno hacia el oeste rumbo al poblado de Buenavista, son aproximadamente 45 kilómetros.

### Orografía
Esta región comprende dentro del llamado altiplano mexicano, y se encuentra este parque cercano a la Sierra Madre Oriental. Posee algunos lomeríos de bajo relieve, los cuales rodean a un amplio valle que es en donde se ubica el parque nacional, constituyendo así un verdadero oasis en el desierto. 

### Hidrografía
Caracterizada la zona por ser un clima semidesértico, las precipitaciones son escasas. Hay un manantial dentro de los límites del parque, que da origen a un pequeño arroyo el cual es conocido como de Las Vacas, el cual atraviesa parte del parque, para alimentar a su vez a un pequeño sistema de lagunas dentro del valle.
La región pertenece a la cuenca del Río Bravo o Grande.
También se ubica una poza natural conocida como El Estanque, el cual es aprovechade por los habitantes de la zona y poblados cercanos con fines recreativos.

### Clima
En general el clima del valle en el que se ubica el parque, así como de la región, es de tipo semidesértico, aunque suelen presentarse nevadas esporádicas en el invierno como resultado de las bajas temperaturas; los veranos suelen ser templados.
A consecuencia del clima de la región, las lluvias son escasas.

## Flora y fauna
De acuerdo al Sistema Nacional de Información sobre Biodiversidad de la Comisión Nacional para el Conocimiento y Uso de la Biodiversidad (CONABIO) en el Parque Nacional Los Novillos habitan más de 60 especies de plantas y animales de las cuales 2 son exóticas,

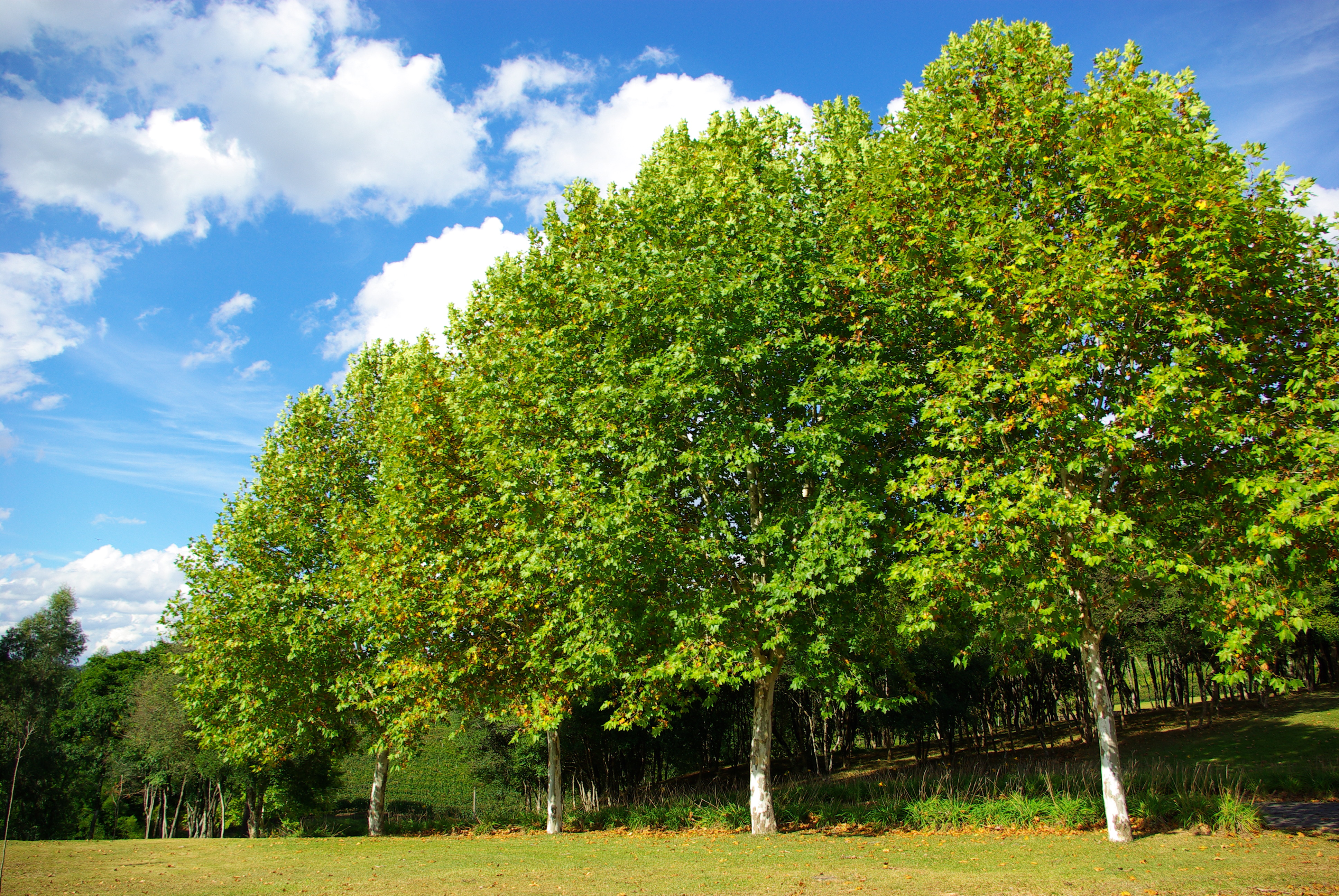
El álamo, una de las especies arbóreas introducidas y cultivadas en el parque nacional.

### Flora
Las especies de árboles que mayoritariamente se ubican dentro del parque son el mezquite "Prosopis glandulosa"encino "Quercus fusiform" y el nogal pecanero "Carya illinoensis", los cuales son las especies más abundantes nativas y las que también predominan en algunas zonas cercanas de la región. 
Otras especies, como el sauce y el álamo tienen una presencia aunque en menor medida, y son estas dos especies las que han sido introducidas para la reforestación del parque, aunque también se ha reforestado algunas zonas con las especies originales.
También en toda la zona, sobre todo en las porciones que corresponden a los linderos de los estanques y el arroyo, se ubican algunos matorrales y arbustos, cuyas especies corresponden a algunas cactáceas y plantas xerófilas, típicas de la región.

### Fauna
De las especies que se han identificado que habitan en este lugar, se encuentran principalmente algunos mamíferos como el coyote, el tlacuache, el zorro, la liebre y el conejo.
De entre las especies de reptiles sobresalen la víbora de cascabel, y la tortuga del desierto.
En cuanto a las aves, se ubican algunas variedades de paloma como la paloma huilota y la paloma de alas blancas.

## Atractivos del lugar
Es muy frecuentado por los habitantes de las localidades cercanas y por los habitantes de Ciudad Acuña, sobre todo en días feriados y en fines de semana por excursión o por la práctica del día de campo. En épocas de calor y altas temperaturas la visita a sus pozas y a la zona de El Estanque aumenta sobre todo para tomar un baño o refrescarse en sus aguas (siempre tratando de no introducir químicos nocivos a sus aguas que puedan afectar su ecosistema).

## Enlaces
- Ficha técnica del Parque Nacional
- Breve artículo sobre el Parque Nacional Los Novillos (enlace roto disponible en Internet Archive; véase el historial, la primera versión y la última).

- Datos: Q6378123